# Toxopneustidae
A Toxopneustidae a tengerisünök (Echinoidea) osztályába és a Camarodonta rendjébe tartozó család. E család képviselői sokfelé megtalálhatóak, és sokféle kinézetűek. Ide tartoznak például a mérgező tengerisünök (Toxopneustes).

## Rendszerezés
A családba az alábbi 10 nem és 47 faj tartozik:
- Gymnechinus (Mortensen, 1903) - 4 faj
  - Gymnechinus robillardi (de Loriol, 1883)
  - Gymnechinus pulchellus (Mortensen, 1904
  - Gymnechinus epistichus (Clark, 1912)
  - Gymnechinus abnormalis (Clark, 1925)

- Pseudoboletia (Troschel, 1869) - 4 faj
  - Pseudoboletia indiana (Michelin, 1862)
  - Pseudoboletia maculata (Troschel, 1869)
  - Pseudoboletia atlantica (Clark, 1912)
  - Pseudoboletia occidentalis (Clark, 1921)

- Sphaerechinus Desor, 1856 - 1 faj
  - sötétlila tengerisün (Sphaerechinus granularis) (Lamarck, 1816)

- Goniopneustes (Duncan, 1889)

- Tripneustes Agassiz, 1841 - 5 faj

- Lytechinus (Agassiz, 1863) - 12 faj
  - Lytechinus variegatus (Lamarck, 1816)
  - Lytechinus panamensis (Mortensen, 1921)
  - Lytechinus pictus (Verrill, 1867)
  - Lytechinus anamesus (Clark, 1912)
  - Lytechinus semituberculatus (Agassiz & Desor, 1847)
  - Lytechinus callipeplus (Clark, 1912)
  - Lytechinus euerces (Clark, 1912)
  - Lytechinus williamsi (Chesher, 1968)
  - Lytechinus crassus (Clark, 1945)
  - Lytechinus okinawa (Cooke, 1954)
  - Lytechinus coreyi (Grant & Hertlein, 1938)
  - Lytechinus pictus

- Oligophyma (Pomel, 1869) - 2 faj
  - Oligophyma cellense (Pomel, 1869)
  - Oligophyma oranense (Pomel, 1869)

- Nudechinus (Clark, 1912) - 8 faj
  - Nudechinus scotipremnus (Clark, 1912)
  - Nudechinus multicolor (Yoshiwara, 1898)
  - Nudechinus ambonensis (Mortensen, 1942)
  - Nudechinus stictus (Clark, 1912)
  - Nudechinus gravieri (Koehler, 1905)
  - Nudechinus rubripunctatus (Clark, 1925)
  - Nudechinus darnleyensis (Tenison Woods, 1878)
  - Nudechinus inconspicuus (Mortensen, 1904)

- Schizechinus (Pomel, 1869) - 2 faj
  - Schizechinus duciei (Wright, 1855)
  - Schizechinus dux (Laube, 1873)

- Mérgező tengerisünök (Toxopneustes) (Agassiz, 1841) - 4 faj
  - virágos tengerisün (Toxopneustes pileolus) (Lamarck, 1816)
  - Toxopneustes maculatus (Lamarck, 1816)
  - Toxopneustes roseus (Agassiz, 1863)
  - Toxopneustes elegans (Doderlein, 1885)

## Külső hivatkozások
- Natural History Museum (nemek)
- Natural History Museum